# 서북구의 행정 구역
천안시 서북구의 행정 구역은 3개 읍, 1개 면, 10개 행정동, 11개 법정동으로 구성되어 있다.

## 행정 구역
2015년 11월 30일을 기준으로 한 행정 구역 및 인구 면적은 다음과 같다.